# Italohippus
Italohippus is een geslacht van rechtvleugeligen uit de familie veldsprinkhanen (Acrididae). De wetenschappelijke naam van dit geslacht is voor het eerst geldig gepubliceerd in 1999 door Fontana & La Greca.

## Soorten
Het geslacht Italohippus omvat de volgende soorten:
- Italohippus albicornis La Greca, 1948
- Italohippus modestus Ebner, 1915
- Italohippus monticola Ebner, 1915